# Umschrift nach Wylie
Die Umschrift nach Wylie ist eine Methode zur (buchstabengetreuen) Transkription der tibetischen Schrift, bei der nur die Zeichen auf einer normalen englischen Tastatur (d. h. ohne Umlaute und Sonderzeichen) verwendet werden. Diese Methode ist nach Turrell Wylie benannt, der diese Transkription nach geringfügiger Verbesserung schon bestehender Systeme im Jahr 1959 veröffentlichte. Da sich aus der Umschrift nach Wylie der ursprüngliche Text in tibetischer Schrift rekonstruieren lässt, liegt auch ein wichtiges Merkmal einer Transliteration vor. Die Umschrift nach Wylie wurde in den USA zur Standardumschrift des Tibetischen und ist in der Tibetologie weltweit verbreitet.

## Konsonanten

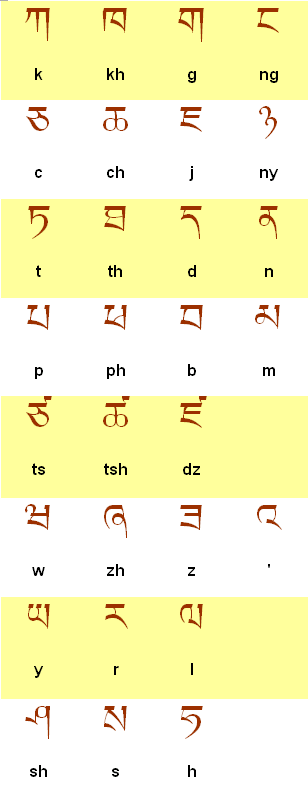
Konsonanten

Bei der Transkription nach Wylie werden die Konsonanten folgendermaßen wiedergegeben:
| ཀ k  | ཁ kh  | ག g  | ང ng |
| ཅ c  | ཆ ch  | ཇ j  | ཉ ny |
| ཏ t  | ཐ th  | ད d  | ན n  |
| པ p  | ཕ ph  | བ b  | མ m  |
| ཙ ts | ཚ tsh | ཛ dz |      |
| ཝ w  | ཞ zh  | ཟ z  | འ '  |
| ཡ y  | ར r   | ལ l  |      |
| ཤ sh | ས s   | ཧ h  |      |

Der letzte Buchstabe des tibetischen Alphabets ཨ, der „Nullkonsonant“, wird nicht wiedergegeben, da er durch eine Silbe mit Anlautvokal dargestellt wird.
Die Konsonantencluster der tibetischen Schrift werden entweder durch vor- oder nachgestellte Buchstaben beziehungsweise durch hoch- oder tiefgestellte Buchstaben wiedergegeben. Die Wylie-Umschrift unterscheidet diese nicht, da in der Praxis durch die tibetische Rechtschreibung keine Ambiguitäten auftreten können. Einzige Ausnahme hiervon ist die Buchstabenfolge gy-, welche entweder durch ein dem y vorgestelltes g oder ein tiefgestelltes y geschrieben werden kann. In der Wylie-Umschrift werden diese Schreibungen unterschieden, indem dem vorgestellten g ein Punkt folgt (g.y-), bei tiefgestelltem y jedoch nicht (gy-), z. B. གྱང gyang (Mauer), གཡང་ g.yang (Abgrund).

## Vokale

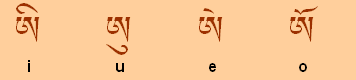
Vokale

Die vier Vokalzeichen werden folgendermaßen wiedergegeben:
| ཨི i | ཨུ u | ཨེ e | ཨོ o |

(Hinweis: Die Vokalzeichen stehen über (e, i, o) oder unter (u) dem Konsonanten. Falls sie hier nach rechts verschoben erscheinen, ist das ein technisches Versagen der installierten Schriftart oder des Browsers.)
Ist eine Silbe ohne Vokalzeichen, wird der Buchstabe a eingefügt, um den inhärenten Vokal a anzuzeigen (z. B. ཨ་ = a).

## Großschreibung
In früheren Umschriftsystemen des Tibetischen wurden Großbuchstaben verwendet, um die Wurzelbuchstaben kenntlich zu machen. Nach diesen Wurzelbuchstaben konnten Wörter im Lexikon nachgeschlagen werden. Diese Methode wurde jedoch nicht konsequent angewendet. Deshalb wird bei der Transkription nach Wylie nur der erste Buchstabe eines Wortes in Großbuchstaben geschrieben. Die buddhistische Schule Kagyü wird deshalb mit Bka’ rgyud und nicht mit bKa’ rgyud wiedergegeben.

## Weiterentwicklung: Extended Wylie
Fukuda Yōichi (福田洋一) beschreibt eine erweiterte Version der Wylie-Transkription. Dabei werden u. a. Großbuchstaben für die Transliteration von den in Sanskrit-Wörtern vorkommenden retroflexen Konsonanten Ta, THa, Da, Na und SHa (im Tibetischen werden diese log yig genannt) sowie für die Wiedergabe des Anusvara (auslautendes, nasalierendes „M“) zu verwenden. Nathaniel Garson und David Germano veröffentlichten ein noch ausführlicheres System.